# Ferrocarril de Mina dos Monges
El Ferrocarril de Mina dos Monges era un tramo ferroviario, en vía reducida (0,600 m), que unía la Mina dos Monges (en la Serra de Monfurado) y Escoural (a unos 2,5 km del Apeadero de Escoural) en la Línea del Sur (actual Línea del Alentejo) en un total de 4,2 km. Funcionó entre 1869 y 1879.

## Historia
La Línea del Sur (actual Línea del Alentejo) fue, desde el inicio de su instalación, un importante medio de asegurar el transporte de mineral de la Serra de Monfurado y de Santa Susana, así como más tarde, durante las grandes campañas del trigo, también lo fue para los cereales.
En 1867, fue adjudicada la primera explotación de mineral – la mina de la Sierra dos Monges – en la Serra de Monfurado. Le siguieron las minas de Defesa, de Sala, y de Nogueirinha y Serrinha en 1873. En el mismo año fueron adjudicadas también las minas de las Ferrarias (Herdade da Gamela), de Castelo y de Vale de Arca. Le siguieron, en 1903, las de Carvalhal y Casas Novas, y en 1904 la última de las concesiones en la región, la mina de Serra dos Monges n.º 2.
Coexistieron dos tipos de trabajos en las minas de Monfurado: el desmonte de mineral a cielo abierto formando gradas y el trabajo subterráneo a través de pozos y galerías con andamiajes. Extraído el mineral, era clasificado por hombres y mujeres a mano o con la ayuda de cribas frente al lugar de desmonte o ya en los lugares de embarque. El transporte era después realizado en vagones hasta el ramal de ferrocarril.
La Mina dos Monges, durante sus períodos de trabajo, fue servida por un ramal de vía reducida, que enlazaba en la Línea del Sur (actual Línea del Alentejo) en el km 81, con una extensión de 4,2 km. El mineral tenía como destino el muelle de Barreiro, donde embarcaba para salir del país, en especial hacia Inglaterra.
A mina comenzó sus trabajos en 1869, habiéndose concluido en 1879 debido a la gran bajada de precio producida por los minerales de Bilbao en los mercados ingleses.

## Actualidad
Hoy, de esa intensa actividad en la región queda poco. Algunas pequeñas extracciones en la región (Ferrarias, Escoural), vanos recuerdos de la memoria de los habitantes locales, vestigios de la actividad minera de entonces (galerías, pozos, carriles, casas) que ya están casi ocultas en su totalidad por la densa vegetación de la Sierra. En vistas aéreas, también es posible vislumbrar el lecho del Ferrocarril de Minas dos Monges.